# 陈善广
陈善广（1962年12月—），湖南祁东人，中国载人航天科学家，神舟六號中国航天员系統總指揮兼總設計師，中国航天员科研训练中心主任，中国人民解放军航天医学工程研究所（又称507所，隶属于中国人民解放军总装备部）所长、博士生导师，中国人民解放军少将，航天医学工程学领域首席专家，《航天员》和《航天医学与医学工程》杂志主编，清华大学、武汉大学、上海交通大学、南华大学等校兼职教授。

## 生平
陈善广是湖南省祁东县步云桥镇宴游亭村人。1978年考入武汉大学数学系计算数学专业。1982年毕业分配进入航天医学工程研究所。硕士和博士就读于国防科技大学航空与宇航技术专业。1992年被任命为中国载人航天工程航天员系统副总设计师。1998年，享受国务院特殊津贴。
2004年，出任中国载人航天工程航天员系统总指挥兼总设计师，负责并参与了中国载人航天工程航天员系统的全过程研制。获国家载人航天突出贡献奖章。
2005年，被评为武汉大学第四届杰出校友。2007年，被评为中国科学人年度人物。2008年，被评为科学中国人2008年度人物。2009年，被列为中国工程院院士增选有效候选人名单。2011年，当选国际宇航科学院院士。